# Reaktionsball

Ein Reaktionsball mit sechs Noppen

Ein Reaktionsball, auch Spaßball genannt, ist ein oktaeder- oder pyramidenförmiger Gummiball mit einem Durchmesser von 6 bis 10 cm.
Wegen seiner ungewöhnlichen Form springt der nicht wie viele andere Bälle mit Luft aufgepumpte, sondern vollständig aus Kunststoffgummi bestehende Ball in unkontrollierter Weise, sodass er zur Übung der Hand-, Augen- und Fußkoordination geeignet ist. Eine bekannte Beweglichkeitsübung ist ein einfaches Werfen-und-Fangen zu zweit mit einem Prall dazwischen oder das alleinige Fangen des einmal auf dem Boden geprallten Balls.
Die Bezeichnung Reaktionsball ist eine Übersetzung aus dem Englischen, reaction ball oder seltener auch reactive ball (der deutsche Begriff Reaktivball bezeichnet jedoch ausschließlich den Strikeball).

## Geschichte und Bauweise
Der erste bekannte Gummiball mit mehreren Noppen ist das für Therapie und Massage entwickelte, hohle „Massage Appliance“, den 24. November 1903 von Isabel Cassidy angemeldet, das mit den Noppen die Handfläche und Fingerspitze des Therapeuten ersetzt und die Selbstmassage ermöglicht. Als Ursprung des massiven Reaktionsballs zur Verwendung in Ballsportarten gilt der darauf basierende „Erratic Bouncing Ball“ mit 22 verschieden gleichmäßig angelegten Noppen, der von Michael Leopold am 2. Juli 1991 insbesondere zum Einsatz in einem neuen Ballspiel mit einem CND-Logo-förmigen Spielfeld angemeldet wurde, wofür das Muster auch dem Ball an seinen Noppen angebracht wurde.
Während heutzutage die meisten Modelle in der oktaederförmigen Form mit sechs Noppen gestaltet werden, wird auch mit 7 ungleichmäßig angelegten Noppen ein noch unvorhersehbares Prallverhalten oder mit einer größeren Masse langsamere Sprünge erzielt. Zur besseren Sichtbarkeit des Reaktionsballs wurde auch eine Zweifarben-Gestaltung entwickelt (Z-Ball), von dem für die Halle eine Farbkombination von Blau und Gelb und für die Wiese Orange und Gelb gewählt wurde. Während die größeren Modelle mit einem Durchmesser von etwa 10 cm für Tennis, Volleyball und anderen handgespielten Ballsportarten verwendet werden, wurden auch speziell für Torhüter beim Fußball aufpumpbare Modelle entwickelt, die einen Durchmesser von bis zu 20 cm erreichen.
Zudem gibt es auch speziell für Torhüter beim Fußball spezielle Reaktionsbälle, die Flatterbälle simulieren.